# Daemonorops trichroa
Daemonorops trichroa là loài thực vật có hoa thuộc họ Arecaceae. Loài này được Miq. mô tả khoa học đầu tiên năm 1861.